# Багновик
Багновик (Amaurornis) — рід журавлеподібних птахів родини пастушкових (Rallidae).

## Поширення
Представники роду поширені на Мадагаскарі, у Південній Азії, Південно-Східній Азії, на Філіппінах, в Індонезії, Австралії і Меланезії.

## Види
Рід включає 10 видів:
- Amaurornis isabellina — багновик сулавеський
- Amaurornis magnirostris — багновик темноголовий
- Amaurornis moluccana — багновик молуцький
- Amaurornis olivacea — багновик філіпінський
- Amaurornis phoenicurus — багновик білогрудий